# Hajvalia
Hajvalia (albanisch auch Hajvali, serbisch Ајвалија Ajvalija) ist eine Ortschaft im Kosovo nahe der Hauptstadt Pristina und zu deren Gemeinde gehörig.

## Geografie

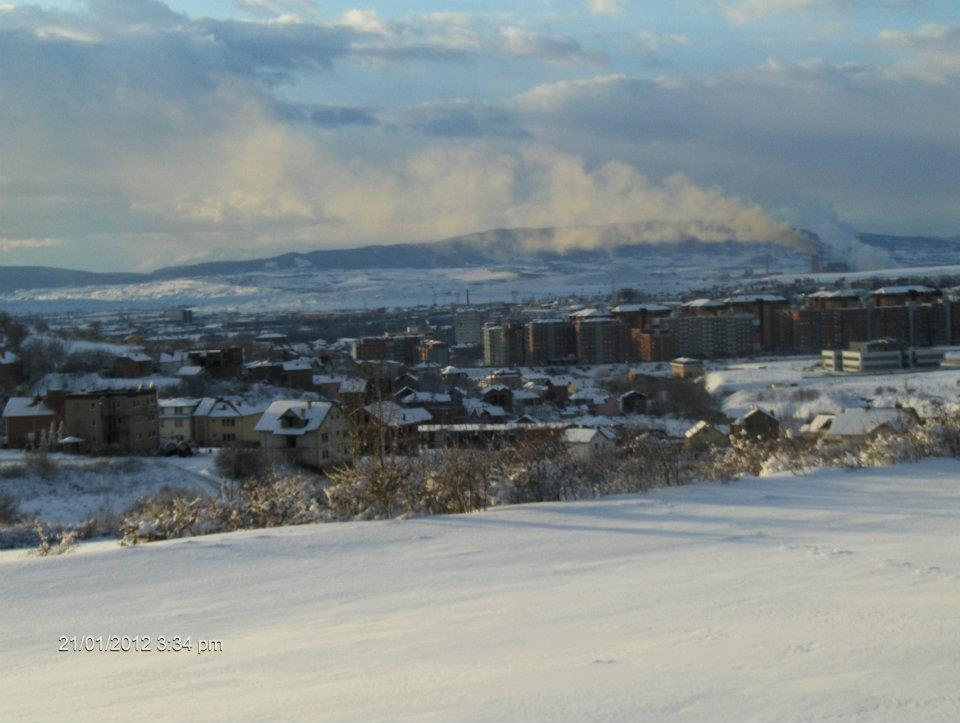
Hajvalia im Vordergrund links und Pristina im Hintergrund

Pristina ist im Norden nur rund drei Kilometer entfernt. Weitere umliegende Orte sind im Süden Gračanica und im Westen Çagllavica. Im Osten liegt der Badovac-See.

## Geschichte
Hajvalia ist 1864 von tscherkessischen Einwanderern neu gegründet worden. Diese Volksgruppe verließ das Kosovo jedoch nach kurzer Zeit wieder und siedelte sich 1877/1878 während des Serbisch-osmanischen Krieges in der inneren Türkei an. Der in dem Ort noch bis heute erhaltene Flurname Fusha e Çerkez′ve („Tscherkessenfeld“) zeugt von ihrer einstigen Präsenz.
Unmittelbar darauf ließen sich hier albanische Flüchtlinge (muhaxhir) aus der Toplica nieder, die von Serbien während des Krieges vertrieben wurden. Von ursprünglich 80 solcher Familien wanderte die Hälfte nach dem Balkankrieg 1913 in die Türkei aus, und ein weiterer Teil zog in umliegende Dörfer. Sodann siedelten sich in Hajvalia 33 Familien serbischer Kolonisten aus Zentralserbien und Montenegro an.
1953 wurde unmittelbar beim Ort mit der Förderung von Bodenschätzen begonnen. Die Hajvalia-Mine war bis 1990 in Betrieb, wurde dann aber aufgrund der finanziellen sowie politischen Situation im Kosovo geschlossen. Heute steht die Mine unter Wasser.

## Bevölkerung
Die Volkszählung in der Republik Kosovo aus dem Jahr 2011 ergab, dass in der Ortschaft Hajvalia 7391 Menschen wohnten. Von ihnen waren 7339 (99,30 %) Albaner, 25 (0,34 %) Türken, 6 Serben und 3 Bosniaken. Die restlichen 18 Personen gehörten anderen Ethnien an oder gaben keine Antwort.

### Religion
Von den 7391 Einwohnern ist laut Zensus 2011 die Mehrheit, nämlich 7335 Personen, muslimischen Glaubens. 6 Personen deklarierten sich als orthodoxe Christen, 4 als Katholiken, 3 gehörten einem anderen Glauben an und 2 bezeichneten sich als Atheisten. 41 Personen gaben keine Antwort.
| Volkszählung | 1948 | 1953 | 1961 | 1971 | 1981 | 1991 | 2011 |
| ------------ | ---- | ---- | ---- | ---- | ---- | ---- | ---- |
| Einwohner    | 436  | 757  | 1192 | 1696 | 3027 | 3962 | 7391 |

## Sport
In Hajvalia ist der KF Hajvalia ansässig, ein Fußballverein, der derzeit in der zweithöchsten Liga des Kosovo spielt.

## Persönlichkeiten
- Mehedin Përgjegjaj (Künstlername „Meda“), albanischer Sänger[8]
- Behgjet Pacolli, ein bedeutender Geschäftsmann und Politiker aus dem Kosovo, hat in Hajvalia seinen Wohnsitz[9]